# Cantone di Valenton
Il Cantone di Valenton era una divisione amministrativa dell'arrondissement di Créteil.
È stato soppresso a seguito della riforma complessiva dei cantoni del 2014, che è entrata in vigore con le elezioni dipartimentali del 2015.
Comprendeva il comune di Valenton e la parte nord-est del comune di Villeneuve-Saint-Georges.